# IKEA
IKEA је шведски међународни конгломерат са седиштем у Холандији који дизајнира и продаје намештај спреман за монтажу, кухињске апарате и кућне додатке, између осталих добара и кућних услуга. Основана у Шведској 1943. од стране 17-годишњег Ингвара Кампрада, IKEA је највећи продавац намештаја на свету од 2008. године. Назив групе представља акроним који је настао од  иницијала оснивача, породичне фарме на којој је рођен и оближњег села.
Група је првенствено позната по свом модернистичком дизајну за различите врсте апарата и намештаја, а свој рад на дизајну ентеријера често повезује са еколошком једноставношћу. Поред тога, позната је по својој пажњи према контроли трошкова, оперативним детаљима и континуираном развоју производа што јој је омогућио да снизи цене у просеку за два до три процента.
Веб-сајт групе садржи око 12.000 производа и имао је преко 2,1 милијарде посетилаца од септембра 2015. до августа 2016. године. Група је одговорна за приближно 1% светске потрошње дрвета за комерцијалне производе, што је чини једним од највећих корисника дрвета у малопродајном сектору.

## Историја
Године 1943. Ингвар Кампрад је основао продајни посао поштом, а пет година касније почео је да продаје намештај. Прва продавница отворена је 1958. године у Елмхулту, у Шведској, под именом Möbel-IKÉA (Möbel значи „намештај” на шведском). Прве продавнице ван Шведске отворене су у Норвешкој (1963) и Данској (1969). Продавнице су се 1970-их прошириле на друге делове Европе, а прва продавница ван Скандинавије отворена је у Швајцарској (1973), а затим у Западној Немачкој (1974).
До 1973. године експанзија предузећа је била толико велика да је оптерећивала ресурсе. Немачки руководиоци су случајно отворили продавницу у Констанцу (Немачка), који се налази око 320 km од Кобленца (Немачка) где је претходно било планирано отварање продавнице. Касније исте деценије продавнице су отворене у другим деловима света, као што су Јапан (1974), Аустралија, Канада (1975), Хонгконг (1975), Сингапур и Холандија (1978). IKEA се додатно проширила 1980-их, отварајући продавнице у земљама као што су Француска и Шпанија (1981), Белгија (1984), Сједињене Америчке Државе (1985), Уједињено Краљевство (1987) и Италија (1989). Немачка је са 53 продавница највеће тржиште предузећа, а следе САД са 51 продавницом.
Прва IKEA продавница у данашњој Србији отворена је 1991. године, али је затворена 1992. године због санкција УН према Југославији. IKEA се вратила у Србију после 25 година и званично је отворила своју прву продавницу 10. августа 2017. године. Планира да, поред робне куће у Бубањ Потоку, развије продајни парк од 40.000 квадратних метара у Београду и отвори још једну робну кућу у главном граду и још три локала у Новом Саду, Крагујевцу и Нишу за које је земљиште већ купљено 2013. године. Београдска канцеларија IKEA је регионални центар за бившу Југославију и Румунију.
IKEA је ушла у Латинску Америку у фебруару 2010. године, отварајући продавницу у Доминиканској Републици. Што се тиче највећих тржишта у региону, 8. априла 2021. године отворена је продавница у Мексико Ситију.
У августу 2018. године  је отворила своју прву продавницу у Индији, у Хајдерабаду.
У новембру 2021. године  је отворила своју највећу продавницу на свету, површине 65.000 квадратних метара, на Филипинима у у Пасају.
У марту 2022. године IKEA је објавила затварање свих 17 продавница у Русији, као резултат инвазије Русије на Украјину 2022. године, чиме је Русија постала прво тржиште на којем је обустављено пословање. У мају 2022. IKEA је најавила трајно затварање свих својих продавница у Русији. Међутим поседује 14 тржних центара широм Русије који раде под брендом Mega који су остали отворени.

### Отварање прве продавнице по држави
- 1958, Шведска
- 1963, Норвешка
- 1969, Данска
- 1973, Швајцарска
- 1974, Јапан
- 1974, Немачка
- 1975, Аустралија
- 1975, Канада
- 1975, Хонгконг, Кина1
- 1977, Аустрија
- 1978, Сингапур
- 1978, Холандија
- 1980, Шпанија
- 1981, Исланд
- 1981, Француска
- 1983, Саудијска Арабија
- 1984, Белгија
- 1984, Кувајт
- 1985, Сједињене Америчке Државе
- 1987, Уједињено Краљевство
- 1989, Италија
- 1990, Мађарска
- 1990, Пољска
- 1991, Чешка2
- 1991, Србија3
- 1991, Уједињени Арапски Емирати
- 1992, Словачка2
- 1994, Тајван
- 1996, Финска
- 1996, Малезија
- 1998, Кина
- 2000, Русија (угашене 2022)
- 2001, Израел
- 2001, Грчка
- 2004, Португалија
- 2005, Турска
- 2007, Румунија
- 2007, Кипар
- 2008, Ирска
- 2010, Доминиканска Република
- 2011, Бугарска
- 2011, Тајланд
- 2012, Макао, Кина
- 2013, Литванија
- 2013, Порторико
- 2013, Египат
- 2013, Катар
- 2014, Јордан
- 2014, Хрватска
- 2014, Индонезија
- 2014, Јужна Кореја
- 2016, Мароко
- 2018, Индија
- 2018, Летонија
- 2018, Бахреин
- 2019, Естонија
- 2020, Украјина
- 2021, Мексико
- 2021, Словенија
- 2021, Филипини

1 тада Британски Хонконг, 2 тада део Чехословачке, 3 тада део Југославије

## Галерија
- IKEA
- IKEA
- Кауч
- Полица за књиге
-IKEA Bistro у близини излаза из продавнице
- Жена лежи на душеку, Москва 2016.